# Pleurocladopsis simulans
Pleurocladopsis simulans là một loài rêu tản trong họ Schistochilaceae. Loài này được (C. Massal.) R.M. Schust. miêu tả khoa học lần đầu tiên năm 1964.